# Aleksander Oszewieński
Aleksander, imię świeckie Aleksiej Oszewień (ur. 17 marca 1427, zm. 20 kwietnia 1479) – święty mnich Rosyjskiego Kościoła Prawosławnego, założyciel monasteru św. Aleksandra Oszewieńskiego.

## Życiorys
Był synem chłopa, Nikifora Oszewnia, i jego żony Fotynii. Wieczyste śluby mnisze złożył ok. 1452 w Monasterze św. Cyryla Biełozierskiego, w którym przebywał od 1446. Następnie z błogosławieństwa przełożonego wspólnoty opuścił monaster i założył nową wspólnotę w Oszewieńskiej słobodzie, gdzie osiadła jego rodzina. Arcybiskup nowogrodzki Jonasz nadał mu godność ihumena i potwierdził zgodę na utworzenie monasteru; nastąpiło to najwcześniej w 1459. W okresie tworzenia wspólnoty mnich Aleksander znalazł się w poważnym konflikcie ze swoimi braćmi, których synów bez ich zgody postrzygł na mnichów. Żywot świętego podaje, że Aleksander wskutek omawianego sporu ciężko zachorował i został cudownie uzdrowiony za pośrednictwem św. Cyryla Biełozierskiego. Klasztorem kierował do 1479, gdy zmarł. Jego relikwie były wystawione dla kultu w soborze Zaśnięcia Matki Bożej na terenie monasteru.
Pierwszy żywot Aleksandra powstał w utworzonej przez niego wspólnocie w czasie sprawowania urzędu przez ihumena Maksyma (1483-1485), z inicjatywy mnicha Leoncjusza – brata mnicha Aleksandra. Oryginał żywota zaginął ok. 1530. W roku tym ihumen Marceli samowolnie opuścił klasztor, zabierając ze sobą rękopis żywota, i został zamordowany na drodze do Moskwy. Nowy żywot opracował w 1567 hieromnich Teodozjusz, opierając się na wspomnieniach bratanków Aleksandra oraz starych mnichów. Zdaniem badaczy ważną inspiracją dla niego był również żywot Aleksandra Świrskiego, co nie przekreśla oryginalności dzieła Teodozjusza. Najstarsza ikona św. Aleksandra powstała w 1567.
Kult mnicha Aleksandra został usankcjonowany między 1576 a 1581, po tym, gdy biskup wołogodzki Warłaam na polecenie metropolity moskiewskiego Antoniego obejrzał relikwie mnicha. W tym samym roku mnich German (Tułupow) napisał skrócony żywot duchownego, dniem jego wspomnienia stał się 20 kwietnia. Aleksander Oszewieński został kanonizowany jedynie dla kultu lokalnego, kult ten nie został usankcjonowany w całej Cerkwi. Pamięć o świętym i cześć dla niego były żywe w regionie Kargopola i w regionie jeziora Onega.